# Sent Avantin
Sent Avantin (francès Saint-Aventin)és un municipi francès, situat al departament de l'Alta Garona i a la regió d'Occitània. El seu origen és una capella (actual església parroquial) en memòria d'un sant llegendari, Aventí de Larbost, que hi havia mort.